# Coupe des champions de la CONCACAF
La Coupe des champions de la Concacaf est une compétition de football organisée par la CONCACAF et réunissant des clubs d'Amérique du Nord, d'Amérique centrale, et des Caraïbes. Appelée Coupe des clubs champions de la CONCACAF à sa création en 1962, la compétition a changé de nom en 2008 pour Ligue des champions de la CONCACAF, jusqu'en 2023 où elle prend son nom actuel.
Le vainqueur de la compétition est qualifié pour la Coupe du monde des clubs, qui oppose les meilleures équipes de chaque confédération.

## Histoire
Entre 1962 et 2008, la compétition est appelée Coupe des clubs champions de la CONCACAF. À partir de 2005, le champion accède à la Coupe du monde des clubs de la FIFA ce qui donne une meilleure image de la compétition et incite les clubs à une plus grande implication. Ceci permet également d'augmenter l'attractivité de la compétition envers les fans qui n'y prêtaient guère attention auparavant. Toujours dans le but d'augmenter l'attractivité de cette compétition, les organisateurs décident de donner une des trois places attribuées à la CONCACAF en Copa Sudamericana au finaliste de la compétition.
Lors d'une réunion du Comité exécutif de la CONCACAF en novembre 2006, il est décidé d'agir pour faire évoluer la Coupe des clubs champions de la CONCACAF vers une compétition du style « Ligue des champions ». C'est lors de la réunion du 14 novembre 2007 qu'est présenté le projet. La dernière Coupe des clubs champions de la CONCACAF se déroule lors du printemps 2008 comme habituellement et la première Ligue des champions de la CONCACAF se déroule à partir d'août 2008 jusqu'à mai 2009. Le format de cette compétitions est élargie à 24 équipes qui après un tour préliminaire contesté par certaines nations, se retrouvent à 16 pour la phase de groupe.
Le 12 janvier 2012, la CONCACAF annonce qu'elle change le format de la compétition par rapport aux éditions précédentes, en supprimant notamment le tour de qualification.
Le 23 janvier 2017, la CONCACAF annonce qu'elle a décidé de changer le format de la compétition par rapport aux éditions précédentes, la phase de groupe est supprimée, et la compétition est divisée en deux, les meilleures équipes étant directement qualifié pour la compétition principale qui a lieu en deuxième moitié de saison et les autres équipes étant qualifié pour la Ligue de la CONCACAF qui a lieu en première moitié de saison et dont le vainqueur se qualifie pour la Ligue des champions.
Le 6 juin 2023, la CONCACAF annonce que la compétition sera renommée Coupe des champions de la CONCACAF.

## Trophée

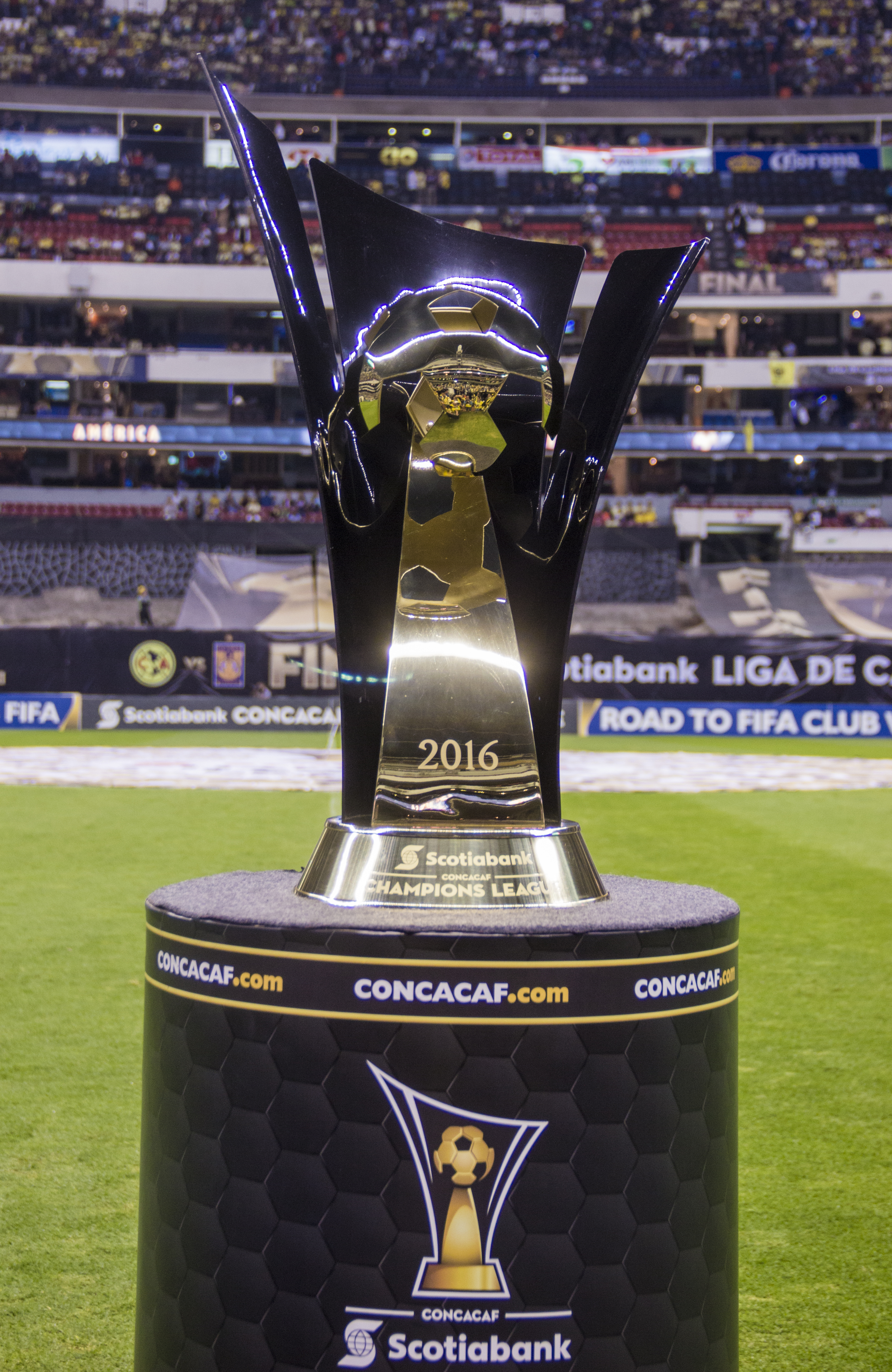
Le trophée de l'édition de 2016

## Format

### Ligue des champions de la CONCACAF (2018-2023)
Le format de la compétition depuis 2018 se présente comme suit :
Les participants à la compétition s'affrontent lors des huitièmes de finale lors de rencontres aller-retour. En cas d'égalité au terme des deux rencontres, la victoire est décernée selon les règles suivantes : cumul des buts marqués à l'extérieur puis le cas échéant prolongations lors du match retour et enfin si aucun nouveau but n'y est inscrit, séance de tirs au but. Les vainqueurs s'affrontent ensuite lors des quarts de finale, des demi-finales puis de la finale toujours selon le même principe.
Le vainqueur de la Ligue des champions de la CONCACAF participe à la Coupe du monde des clubs organisée par la FIFA. Le champion de la CONCACAF est directement qualifié pour les quarts de finale.

### Coupe des champions de la CONCACAF (2024-)
En septembre 2021, la CONCACAF a annoncé un nouveau format à partir de  2024. Selon le nouveau format, vingt-sept équipes participeraient à la Coupe des champions et vingt-deux équipes participeraient au premier tour :
- 5 clubs de Liga MX
- 4 clubs de Major League Soccer
- 2 clubs de Première ligue canadienne
- 2 clubs de Leagues Cup
- Vainqueur de l'US Open Cup
- Vainqueur du Championnat canadien
- 5 clubs de la Coupe d'Amérique centrale de la CONCACAF
- 2 clubs de la Coupe caribéenne de la CONCACAF

Les vainqueurs seront rejoints par cinq équipes en huitièmes de finale :
- Vainqueur de la Coupe MLS
- Vainqueur de la Liga MX
- Vainqueur de la Leagues Cup
- Vainqueur de la Coupe d'Amérique centrale de la CONCACAF
- Vainqueur de la Coupe caribéenne de la CONCACAF

## Palmarès

### Palmarès par édition
| Année                                    | Vainqueur                                                   | Score            | Finaliste                                   | Notes                                                                                            |
| Coupe des clubs champions de la CONCACAF |                                                             |                  |                                             |                                                                                                  |
| 1962                                     | CD Guadalajara                                              | 1-0 / 5-2        | CSD Comunicaciones                          |                                                                                                  |
| 1963                                     | Racing Club Haïtien                                         | Finale non jouée | CD Guadalajara                              | Forfait du CD Guadalajara                                                                        |
| 1967                                     | Alianza FC                                                  | 1-2 / 3-0        | Jong Colombia                               |                                                                                                  |
| 1968                                     | Club Toluca                                                 | Finale non jouée | SV Transvaal Aurora FC                      | Disqualification du SV Transvaal et du Aurora FC                                                 |
| 1969                                     | Cruz Azul                                                   | 0-0 / 1-0        | CSD Comunicaciones                          |                                                                                                  |
| 1970                                     | Cruz Azul                                                   | Finale non jouée | Deportivo Saprissa SV Transvaal             | Forfait du Deportivo Saprissa et du SV Transvaal                                                 |
| 1971                                     | Cruz Azul                                                   | 5-1              | LD Alajuelense                              | Match de play-offs Égalité de points dans le groupe final                                        |
| 1972                                     | CD Olimpia                                                  | 1-0 / 0-0        | SV Robinhood                                |                                                                                                  |
| 1973                                     | SV Transvaal                                                | Finale non jouée | Deportivo Saprissa LD Alajuelense           | Forfait du Deportivo Saprissa et du LD Alajuelense                                               |
| 1974                                     | CSD Municipal                                               | 2-1 / 2-1        | SV Transvaal                                |                                                                                                  |
| 1975                                     | Atlético Español                                            | 2-0 / 1-1        | SV Transvaal                                |                                                                                                  |
| 1976                                     | CD Águila                                                   | 5-1              | SV Robinhood                                | La finale retour a été annulée                                                                   |
| 1977                                     | Club América                                                | 1-0 / 1-1        | SV Robinhood                                |                                                                                                  |
| 1978                                     | CSD Comunicaciones Defence Force Universidad de Guadalajara | Finale non jouée |                                             | Les trois équipes sont sacrées championnes Problèmes administratifs et désaccords d'organisation |
| 1979                                     | Club Deportivo FAS                                          | 1-1 / 7-1        | Jong Colombia                               |                                                                                                  |
| 1980                                     | Pumas UNAM                                                  | Finale non jouée | Broncos UNAH                                | Matchs de groupe pour attribuer le titre                                                         |
| 1981                                     | SV Transvaal                                                | 1-0 / 1-1        | Atlético Marte                              |                                                                                                  |
| 1982                                     | Pumas UNAM                                                  | 0-0 / 3-2        | SV Robinhood                                |                                                                                                  |
| 1983                                     | CF Atlante                                                  | 1-1 / 5-0        | SV Robinhood                                |                                                                                                  |
| 1984                                     | Violette AC                                                 | Finale non jouée | CD Guadalajara New York Pancyprian-Freedoms | Disqualification du CD Guadalajara et du New York Pancyprian-Freedoms                            |
| 1985                                     | Defence Force                                               | 2-0 / 0-1        | CD Olimpia                                  |                                                                                                  |
| 1986                                     | LD Alajuelense                                              | 4-1 / 1-1        | SV Transvaal                                |                                                                                                  |
| 1987                                     | Club América                                                | 1-1 / 2-0        | Defence Force                               |                                                                                                  |
| 1988                                     | CD Olimpia                                                  | 2-0 / 2-0        | Defence Force                               |                                                                                                  |
| 1989                                     | Pumas UNAM                                                  | 1-1 / 3-1        | Pinar del Río                               |                                                                                                  |
| 1990                                     | Club América                                                | 2-2 / 6-0        | Pinar del Río                               |                                                                                                  |
| 1991                                     | CF Puebla                                                   | 3-1 / 1-1        | Police FC                                   |                                                                                                  |
| 1992                                     | Club América                                                | 1-0              | LD Alajuelense                              | Finale joué sur un seul match                                                                    |
| 1993                                     | Deportivo Saprissa                                          | Finale non jouée | Club León                                   | Matchs de groupe pour attribuer le titre                                                         |
| 1994                                     | CS Cartaginés                                               | 3-2              | CF Atlante                                  | Finale joué sur un seul match                                                                    |
| 1995                                     | Deportivo Saprissa                                          | Finale non jouée | CSD Municipal                               | Matchs de groupe pour attribuer le titre                                                         |
| 1996                                     | Cruz Azul                                                   | Finale non jouée | Club Necaxa                                 | Matchs de groupe pour attribuer le titre                                                         |
| 1997                                     | Cruz Azul                                                   | 5-3              | Galaxy de Los Angeles                       | Finale jouée sur un seul match                                                                   |
| 1998                                     | D.C. United                                                 | 1-0              | Club Toluca                                 | Finale jouée sur un seul match                                                                   |
| 1999                                     | Club Necaxa                                                 | 2-1              | LD Alajuelense                              | Finale jouée sur un seul match                                                                   |
| 2000                                     | Galaxy de Los Angeles                                       | 3-2              | CD Olimpia                                  | Finale jouée sur un seul match                                                                   |
| 2002                                     | CF Pachuca                                                  | 1-0              | Atlético Morelia                            | Finale jouée sur un seul match                                                                   |
| 2003                                     | Club Toluca                                                 | 3-3 / 2-1        | Atlético Morelia                            |                                                                                                  |
| 2004                                     | LD Alajuelense                                              | 1-1 / 4-1        | Deportivo Saprissa                          |                                                                                                  |
| 2005                                     | Deportivo Saprissa                                          | 2-0 / 1-2        | Pumas UNAM                                  |                                                                                                  |
| 2006                                     | Club América                                                | 0-0 / 2-1        | Club Toluca                                 |                                                                                                  |
| 2007                                     | CF Pachuca                                                  | 2-2 / 0-0        | CD Guadalajara                              | Le CF Pachuca s'impose 7 tirs au but à 6                                                         |
| 2008                                     | CF Pachuca                                                  | 1-1 / 2-1        | Deportivo Saprissa                          |                                                                                                  |
| Ligue des champions de la CONCACAF       |                                                             |                  |                                             |                                                                                                  |
| 2008-2009                                | CF Atlante                                                  | 2-0 / 0-0        | Cruz Azul                                   |                                                                                                  |
| 2009-2010                                | CF Pachuca                                                  | 1-2 / 1-0        | Cruz Azul                                   | Le CF Pachuca l'emporte grâce aux buts à l'extérieur.                                            |
| 2010-2011                                | CF Monterrey                                                | 2-2 / 1-0        | Real Salt Lake                              |                                                                                                  |
| 2011-2012                                | CF Monterrey                                                | 2-0 / 1-2        | Santos Laguna                               |                                                                                                  |
| 2012-2013                                | CF Monterrey                                                | 0-0 / 4-2        | Santos Laguna                               |                                                                                                  |
| 2013-2014                                | Cruz Azul (6)                                               | 0-0 / 1-1        | Club Toluca                                 | Cruz Azul l'emporte grâce aux buts à l'extérieur.                                                |
| 2014-2015                                | Club América                                                | 1-1 / 4-2        | Impact de Montréal                          |                                                                                                  |
| 2015-2016                                | Club América                                                | 2-0 / 2-1        | Tigres UANL                                 |                                                                                                  |
| 2016-2017                                | CF Pachuca                                                  | 1-1 / 1-0        | Tigres UANL                                 |                                                                                                  |
| 2018                                     | CD Guadalajara                                              | 2-1 / 1-2        | Toronto FC                                  | Le CD Guadalajara s'impose 4 tirs au but à 2                                                     |
| 2019                                     | CF Monterrey                                                | 1-0 / 1-1        | Tigres UANL                                 |                                                                                                  |
| 2020                                     | Tigres UANL                                                 | 2-1              | Los Angeles FC                              | Finale jouée sur un seul match                                                                   |
| 2021                                     | CF Monterrey                                                | 1-0              | Club América                                | Finale jouée sur un seul match                                                                   |
| 2022                                     | Sounders de Seattle                                         | 2-2 / 3-0        | Pumas UNAM                                  |                                                                                                  |
| 2023                                     | Club León                                                   | 2-1 / 1-0        | Los Angeles FC                              |                                                                                                  |
| Coupe des champions de la CONCACAF       |                                                             |                  |                                             |                                                                                                  |
| 2024                                     | CF Pachuca                                                  | 3-0              | Columbus Crew                               | Finale jouée sur un seul match                                                                   |
| 2025                                     | Cruz Azul (7)                                               | 5-0              | Vancouver Whitecaps                         | Finale jouée sur un seul match                                                                   |

### Palmarès par club
| Rang | Club                           | Victoires                                    | Finales perdues                  |          |
| ---- | ------------------------------ | -------------------------------------------- | -------------------------------- | -------- |
| 1    | Cruz Azul                      | 7 (1969, 1970, 1971, 1996, 1997, 2014, 2025) | 2 (2009, 2010)                   |          |
| 2    | Club América                   | 7 (1977, 1987, 1990, 1992, 2006, 2015, 2016) | 1 (2021)                         |          |
| 3    | CF Pachuca                     | 6 (2002, 2007, 2008, 2010, 2017, 2024)       | 0                                |          |
| 4    | CF Monterrey                   | 5 (2011, 2012, 2013, 2019, 2021)             | 0                                |          |
| 5    | Deportivo Saprissa             | 3 (1993, 1995, 2005)                         | 2 (2004, 2008)                   |          |
| 5    | Pumas UNAM                     | 3 (1980, 1982, 1989)                         | 2 (2005, 2022)                   |          |
| 7    | SV Transvaal                   | 2 (1973, 1981)                               | 3 (1974, 1975, 1986)             |          |
| 7    | Club Toluca                    | 2 (1968, 2003)                               | 3 (1998, 2006, 2014)             |          |
| 7    | LD Alajuelense                 | 2 (1986, 2004)                               | 3 (1971, 1992, 1999)             |          |
| 10   | Defence Force                  | 2 (1978, 1985)                               | 2 (1987, 1988)                   |          |
| 10   | CD Olimpia                     | 2 (1972, 1988)                               | 2 (1985, 2000)                   |          |
| 10   | CD Guadalajara                 | 2 (1962, 2018)                               | 2 (1963, 2007)                   |          |
| 13   | CF Atlante                     | 2 (1983, 2009)                               | 1 (1994)                         |          |
| 13   | Atlético Español / Club Necaxa | 2 (1975, 1999)                               | 1 (1996)                         |          |
| 15   | Tigres UANL                    | 1 (2020)                                     | 3 (2016, 2017, 2019)             |          |
| 16   | CSD Comunicaciones             | 1 (1978)                                     | 2 (1962, 1969)                   |          |
| 17   | CSD Municipal                  | 1 (1974)                                     | 1 (1995)                         |          |
| 17   | Galaxy de Los Angeles          | 1 (2000)                                     | 1 (1997)                         |          |
| 17   | Club León                      | 1 (2023)                                     | 1 (1993)                         |          |
| 20   | RC Haïtien                     | 1 (1963)                                     | 0                                |          |
| 20   | Alianza FC                     | 1 (1967)                                     | 0                                |          |
| 20   | CD Águila                      | 1 (1976)                                     | 0                                |          |
| 20   | Universidad de Guadalajara     | 1 (1978)                                     | 0                                |          |
| 20   | Club Deportivo FAS             | 1 (1979)                                     | 0                                |          |
| 20   | Violette AC                    | 1 (1984)                                     | 0                                |          |
| 20   | Club Puebla                    | 1 (1991)                                     | 0                                |          |
| 20   | CS Cartaginés                  | 1 (1994)                                     | 0                                |          |
| 20   | D.C. United                    | 1 (1998)                                     | 0                                |          |
| 20   | Sounders de Seattle            | 1 (2022)                                     | 0                                |          |
| 30   | SV Robinhood                   | 0                                            | 5 (1972, 1976, 1977, 1982, 1983) |          |
| 31   | Jong Colombia                  | 0                                            | 2 (1967, 1979)                   |          |
| 31   | Pinar del Río                  | 0                                            | 2 (1989, 1990)                   |          |
| 31   | Morelia                        | 0                                            | 2 (2002, 2003)                   |          |
| 31   | Santos Laguna                  | 0                                            | 2 (2012, 2013)                   |          |
| 31   | Los Angeles FC                 | 0                                            | 2 (2020, 2023)                   |          |
| 36   | Pumas UNAH                     | 0                                            | 1 (1980)                         |          |
| 36   | Atlético Marte                 | 0                                            | 1 (1981)                         |          |
| 36   | Police FC                      | 0                                            | 1 (1991)                         |          |
| 36   | Real Salt Lake                 | 0                                            | 1 (2011)                         |          |
| 36   | Impact de Montréal             | 0                                            | 1 (2015)                         |          |
| 36   | Toronto FC                     | 0                                            | 1 (2018)                         |          |
| 36   | Columbus Crew                  | 0                                            | 1 (2024)                         | 1 (2024) |
| 36   | Whitecaps de Vancouver         | 0                                            | 1 (2025)                         |          |

### Palmarès par nation
| Rang | Nation            | Victoires | Finales perdues |
| ---- | ----------------- | --------- | --------------- |
| 1    | Mexique           | 39        | 19              |
| 2    | Costa Rica        | 6         | 5               |
| 3    | États-Unis        | 3         | 5               |
| 4    | Salvador          | 3         | 1               |
| 5    | Suriname          | 2         | 8               |
| 6    | Honduras          | 2         | 3               |
| 6    | Guatemala         | 2         | 3               |
| 6    | Trinité-et-Tobago | 2         | 3               |
| 9    | Haïti             | 2         | 0               |
| 10   | Canada            | 0         | 3               |
| 11   | Cuba              | 0         | 2               |
| 11   | Curaçao           | 0         | 2               |